# 交趾行省
交趾行省（又称为安南行省），以安南國置，为元朝至元二十三年（1286年）二月设立的一个特殊的行中书省。与元朝其它的行中书省不同的是，其是元朝对越南作战时设置的一个军事化的特殊建置。
在蒙越战争中，元朝為一举发军征服安南、占城，在今越南设置荆湖占城行中书省（占城行省）。
1288年蒙古軍第三次侵越失敗，越南陳朝取得勝利後，隨即派出使者入元廷，請求按前例向元朝朝貢，雙方便恢復過往的宗藩關係。元朝与越南陳朝继续保持着特殊的国与国的关系。